# Fernando Aramburu
Fernando Aramburu (ur. 1959 w San Sebastián) – hiszpański pisarz.

## Biografia
Ukończył filologię hiszpańską. Od 1985 roku mieszka i pracuje jako wykładowca języka hiszpańskiego w Niemczech. W 2011 roku wygrał Premio Tusquets de Novela za powieść Años lentos, oraz Premio Biblioteca Breve w 2015 roku za Ávidas pretensiones. Uważany jest za jednego z najważniejszych żyjących pisarzy hiszpańskich, obok powieściopisarzy, takich jak Arturo Pérez-Reverte, Eduardo Mendoza i Andrés Pascual, z których wszyscy są zaliczani do tzw. hiszpańskiej nowej narracji.

## Twórczość
| Tytuł oryginalny                | Tytuł polski | Oryginalny nr ISBN     | Data oryginalnego wydania |
| ------------------------------- | ------------ | ---------------------- | ------------------------- |
| No ser no duele                 | brak         | ISBN 978-84-8383-438-1 | 1997                      |
| Los ojos vacíos                 | brak         | ISBN 978-84-8310-149-0 | 2000                      |
| Fuegos con limón                | brak         | ISBN 978-84-7223-795-7 | 28 stycznia 2002          |
| El artista y su cadaver         | brak         | ISBN 978-84-8310-790-4 | 2002                      |
| El trompetista del Utopía       | brak         | ISBN 978-84-8310-230-5 | luty 2003                 |
| Vida de un piojo llamado Matías | brak         | ISBN 84-8310-288-9     | 1 maja 2005               |
| Bambi sin sombra                | brak         | ISBN 978-84-8310-306-7 | 2005                      |
| Los peces de la amargura        | brak         | ISBN 84-8310-345-1     | wrzesień 2006             |
| Viaje con Clara por Alemania    | brak         | ISBN 978-84-8383-220-2 | luty 2010                 |
| El vigilante del fiordo         | brak         | ISBN 84-8383-326-3     | maj 2011                  |
| Años lentos                     | brak         | ISBN 978-84-8383-380-3 | luty 2012                 |
| Ávidas pretensiones             | brak         | ISBN 978-84-322-2259-7 | 4 marca 2014              |
| Patria                          | Patria       | ISBN 84-9066-319-X     | 6 września 2016           |
| Autorretrato sin mí             | brak         | ISBN 978-84-9066-511-4 | 27 lutego 2018            |